# Stora Hästnäs
Stora Hästnäs är en gård på Gotland. Stora Hästnäs ligger strax öster om Visby flygplats. Gården har ett välbevarat stenhus från 1300-talet i kraftig kalksten med smala, eleganta fönster. Huset påminner om packhusen i Visby, men var från början annorlunda. På trappstegsgavlarna syns att det tidigare funnits lägre hus på sidorna. Troligen fanns ett bostadshus till vänster och en källare med gäststuga till höger. Idag har huset fyra våningar med flera trappor och valv. I bottenvåningen finns rester av en eldstad. Det har trappgavlar, galleri med tre spetsbågsöppningar och rundbågsformad varuport på översta våningen.
Alfred von Corswant ägde Stora Hästnäs från 1944. Stora Hästnäs blev förklarat som byggnadsminne 1997.

## Bilder

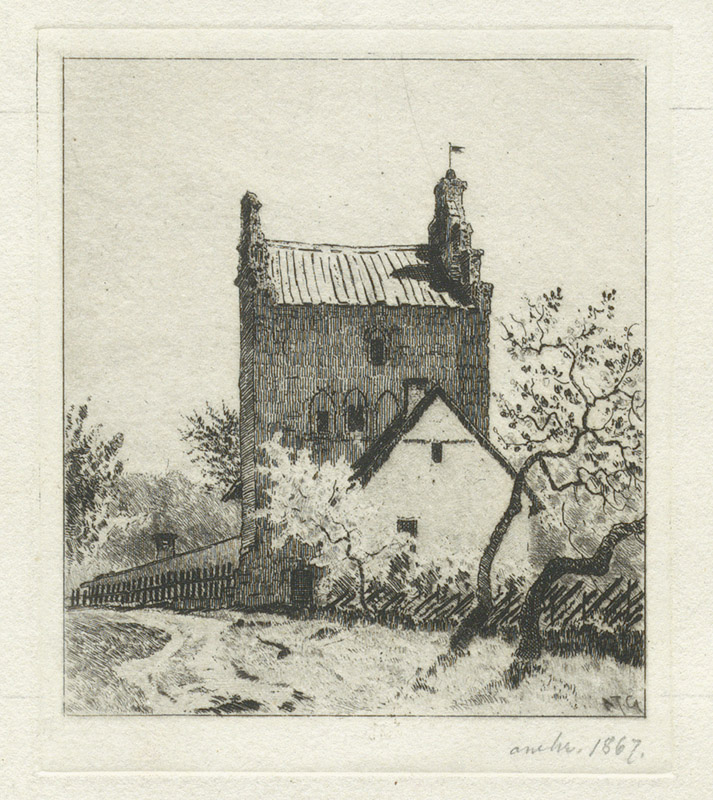
Etsning utförd av Albert Theodor Gellerstedt.
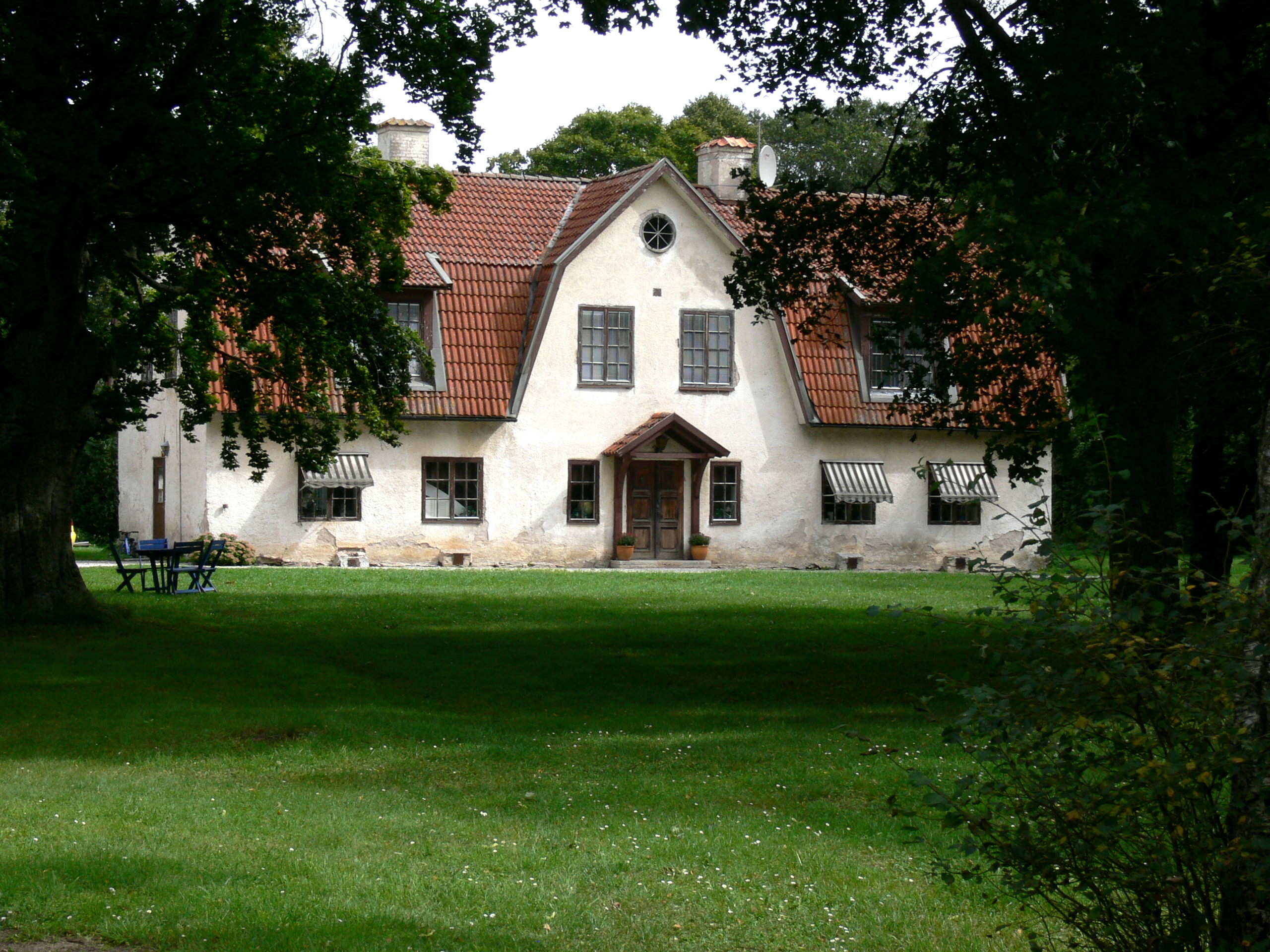
Mangårdsbyggnaden.
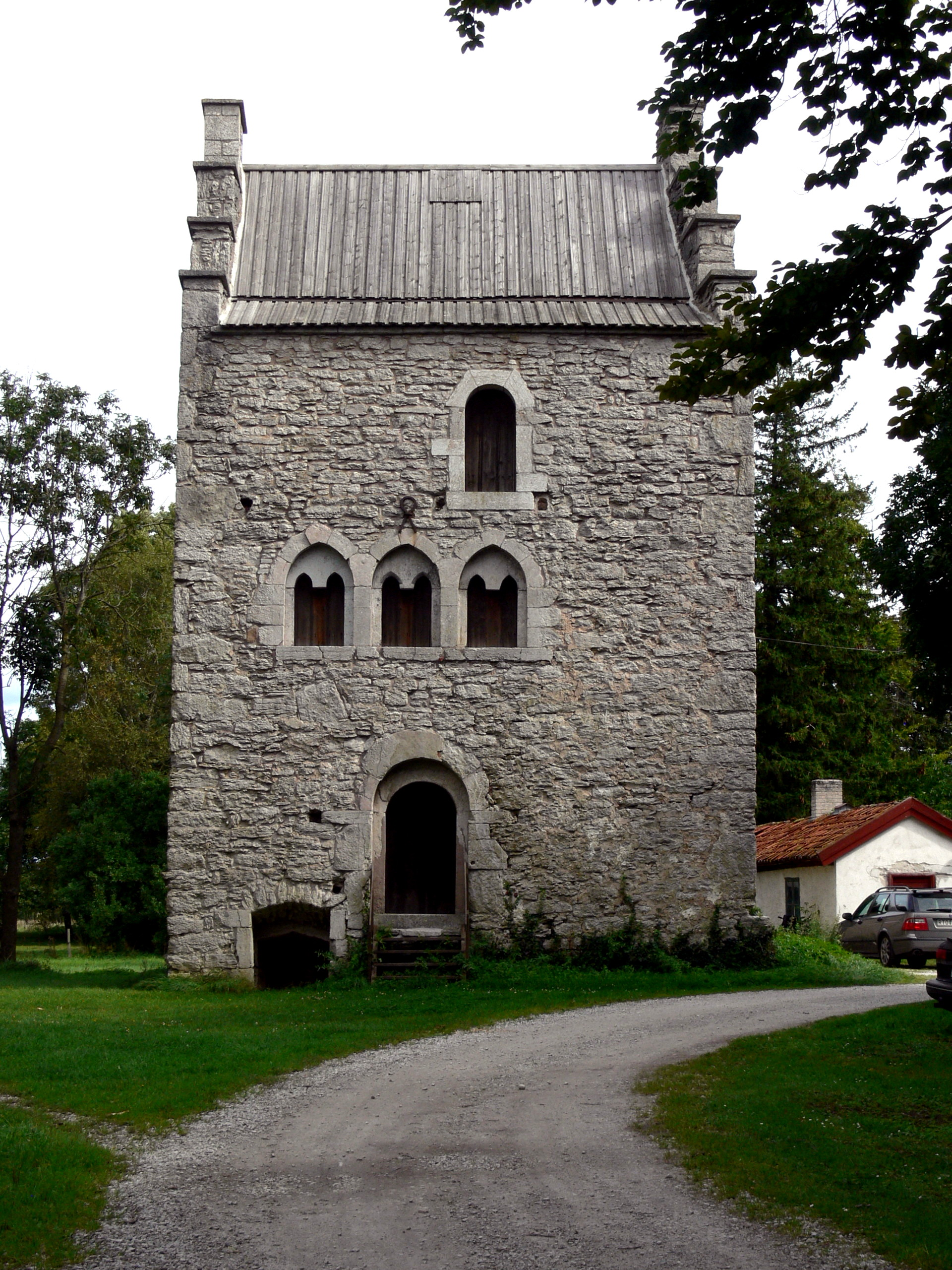
Det gamla stenhuset.